# 23街車站 (IND第八大道線)
23街車站（英語：23rd Street station）是美國紐約地鐵IND第八大道線的一個慢車地鐵站，位於曼哈頓雀兒喜23街及第八大道交界，設有C線（任何時候停站（深夜除外））、E線（任何時候停站）與A線（僅深夜停站）列車服務。

## 車站結構
| G      | 街道       | 出入口 |
| 月台層 | 側式月台   | 側式月台 |
| 月台層 | 北行慢車   | ← 往168街 (34街-賓州車站) ← 往牙買加中心-帕森斯／射手 (34街-賓州車站) ← 深夜時往英伍德-207街 (34街-賓州車站) |
| 月台層 | 北行快車   | ← 不停靠 |
| 月台層 | 南行快車   | → 不停靠 →                                                                                                   |
| 月台層 | 南行慢車   | → 往尤克利德大道 (14街) → → 往世界貿易中心 (14街) → → 深夜時往遠洛克威-莫特大道 (14街) →                     |
| 月台層 | 側式月台   | |
| B2     | 月台下跨道 | 平台間連接                                                                                                   |

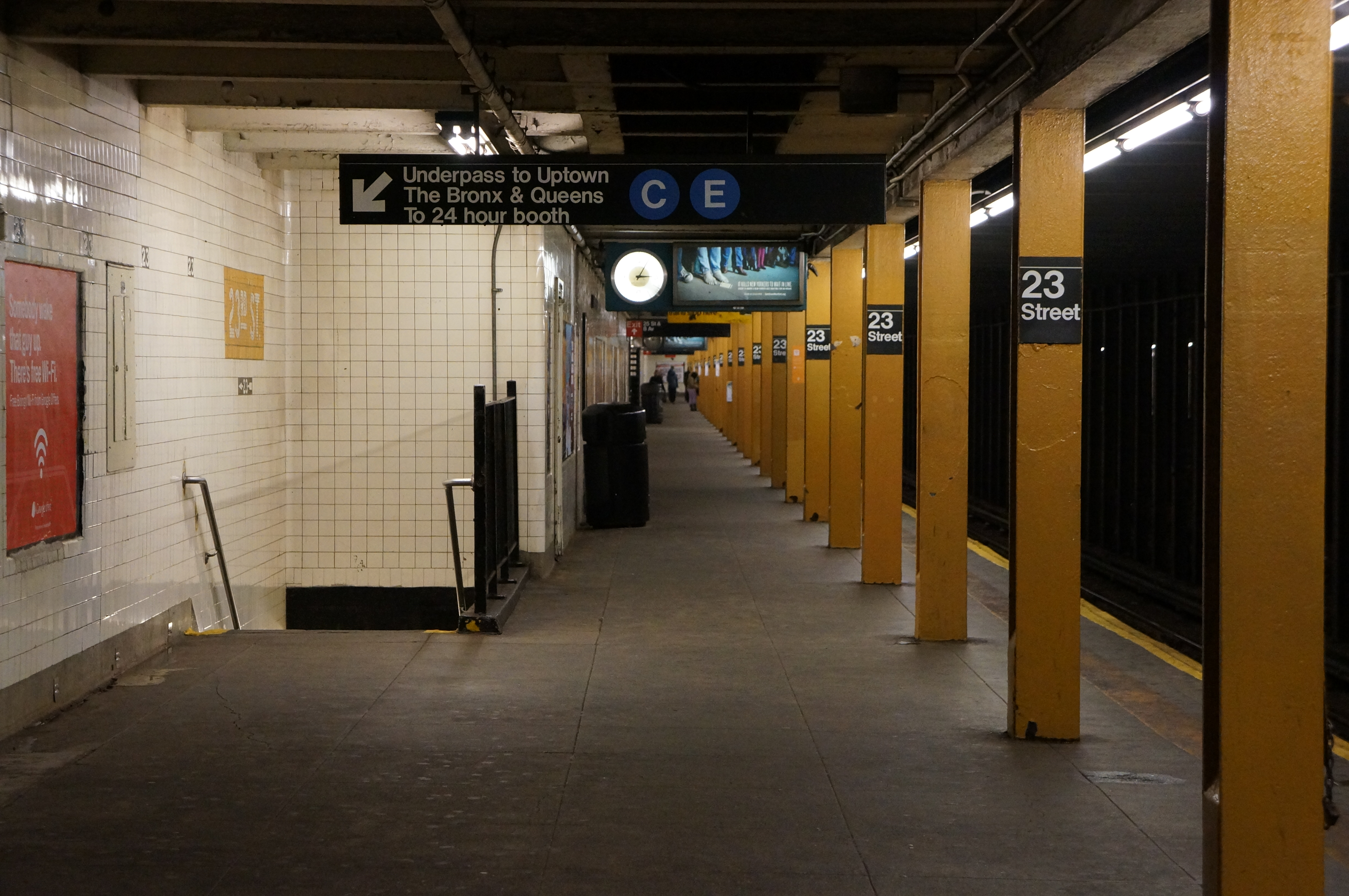
南行月台的下跨道

此地下車站於1932年9月10日啟用，作為獨立地鐵系統第一段的一部分，現時為IND第八大道線由錢伯斯街至207街，設有兩個側式月台和四條軌道。兩條中央軌道於日間由A線快車使用，此站以北，一條儲車軌道在兩條快車軌道開始。此軌道往北並在34街-賓州車站中央月台的南端以止衝擋結束。

## 外部連結
- nycsubway.org—IND 8th Avenue: 23rd Street
- Station Reporter — C Train
- Station Reporter — E Train
- 23rd Street Entrance from Google Maps Street View
- 24th Street Exit Only Stairs from Google Maps Street View
- 25th Street Entrance from Google Maps Street View
- Platforms from Google Maps Street View （页面存档备份，存于）